# NGC 6440
NGC 6440 là cụm sao cầu trong chòm sao Cung Thủ và được William Herschel phát hiện vào ngày 28 tháng 5 năm 1786. Nó có cấp sao biểu kiến khoảng 10, với đường kính khoảng 6 phút cung, được phân loại V trong Lớp tập trung Shapley–Sawyer.